# Преображение (1403, Третьяковская галерея)
«Преображение» — храмовая икона Спасо-Преображенского собора в Переславле-Залесском. Написание иконы связывают с восстановлением и переосвящением домоногольского собора московским князем Василием Дмитриевичем; время этого события — около 1403 года, к этой же дате принято относить и икону.
Ранее автором иконы считался Феофан Грек или художники его мастерской, однако современное постановление атрибуционной комиссии Третьяковской галереи отвело его авторство, и икона считается произведением «неизвестного иконописца».
Доска липовая, паволока, левкас, яичная темпера, 184 × 134 см. Хранится в Третьяковской галерее (инвентарный номер 12797).

## Описание
Икона написана под влиянием современных ей образцов византийской живописи.
В соответствии с евангельским рассказом на иконе представлены гора Фавор и на её вершине — преобразившийся Христос в белых одеждах, окружённый сиянием. Рядом с ним — ветхозаветные пророки Илья и Моисей, внизу — павшие на землю апостолы Пётр, Иаков и Иоанн Богослов, бывшие свидетелями чуда. В средней части иконы изображены две группы апостолов с Христом, поднимающиеся на Фаворскую гору и спускающиеся с неё.
К числу редких иконографических особенностей относятся изображения ангелов, несущих на облаках пророков Илью и Моисея (иконография основана на апокрифах).
Тема Божественного света — одна из главных тем «Преображения». Она последовательно прослеживается в богословских толкованиях евангельского сюжета и в праздничных богослужебных текстах: «Ныне Христос, просияв на горе Фавор, открыл ученикам вид сокровенного Божественного света, […] они же, исполнившись светоносного Божественного сияния, в радости воспевали […]» (канон Преображению Господню). В соответствии с мистическими толкованиями Преображение Христа на Фаворской горе указывало людям путь приобщения к Божественной славе.

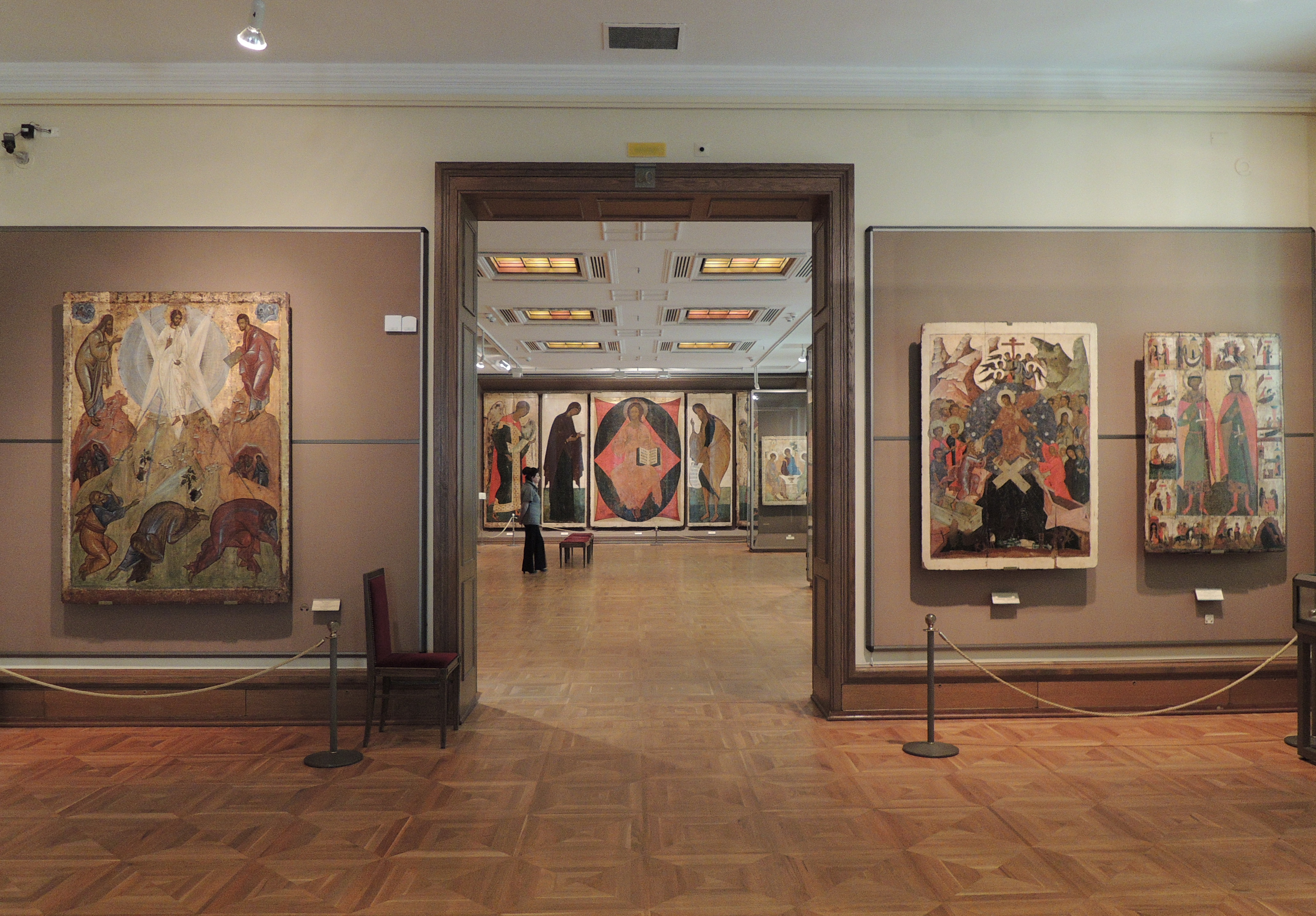
В экспозиции Третьяковской галереи поблизости от «Троицы» Рублева

«Композиция иконы вытянута в высоту, что создаёт ощущение пространственного перепада между верхней и нижней зонами, миром „горним“ и миром „дольним“. Вместе с тем противоположность земного и Небесного преодолевается с помощью света, пронизывающего всё пространство иконы, широкими сияющими плоскостями ложащегося на горки и одежды апостолов, вспыхивающего яркими бликами на их ликах. Живопись одежд и пейзажного фона в иконе — свободная, прозрачная. Сквозь основной цвет просвечивает более тёмный, эскизный по своему характеру подготовительный рисунок, которой не всегда совпадает с последующей живописной проработкой (эту особенность можно видеть также в несовпадении рисунка и живописи рук у падающих апостолов)».